# Bréhémont
Bréhémont est une commune française du département d'Indre-et-Loire, en région Centre-Val de Loire, de moins de mille habitants.

## Géographie

### Localisation
Sur le coteau droit du fleuve, face à Bréhémont, se trouvent les communes de Coteaux-sur-Loire, à savoir Saint-Michel-sur-Loire, Saint Patrice et Ingrandes-de-Touraine, et Langeais. La commune de Bréhémont est délimitée au Sud-Ouest par Rigny-Ussé, au Sud par Rivarennes ainsi que La-Chapelle-aux-Naux et Lignières-de-Touraine à l'Est.
| Saint-Patrice La Loire | Saint-Michel-sur-Loire La Loire | Langeais La Loire                          |
|                        | Bréhémont                       | La Chapelle-aux-Naux Lignières-de-Touraine |
| Rigny-Ussé             | Rivarennes                      | Azay-le-Rideau Cheillé                     |

### Hydrographie

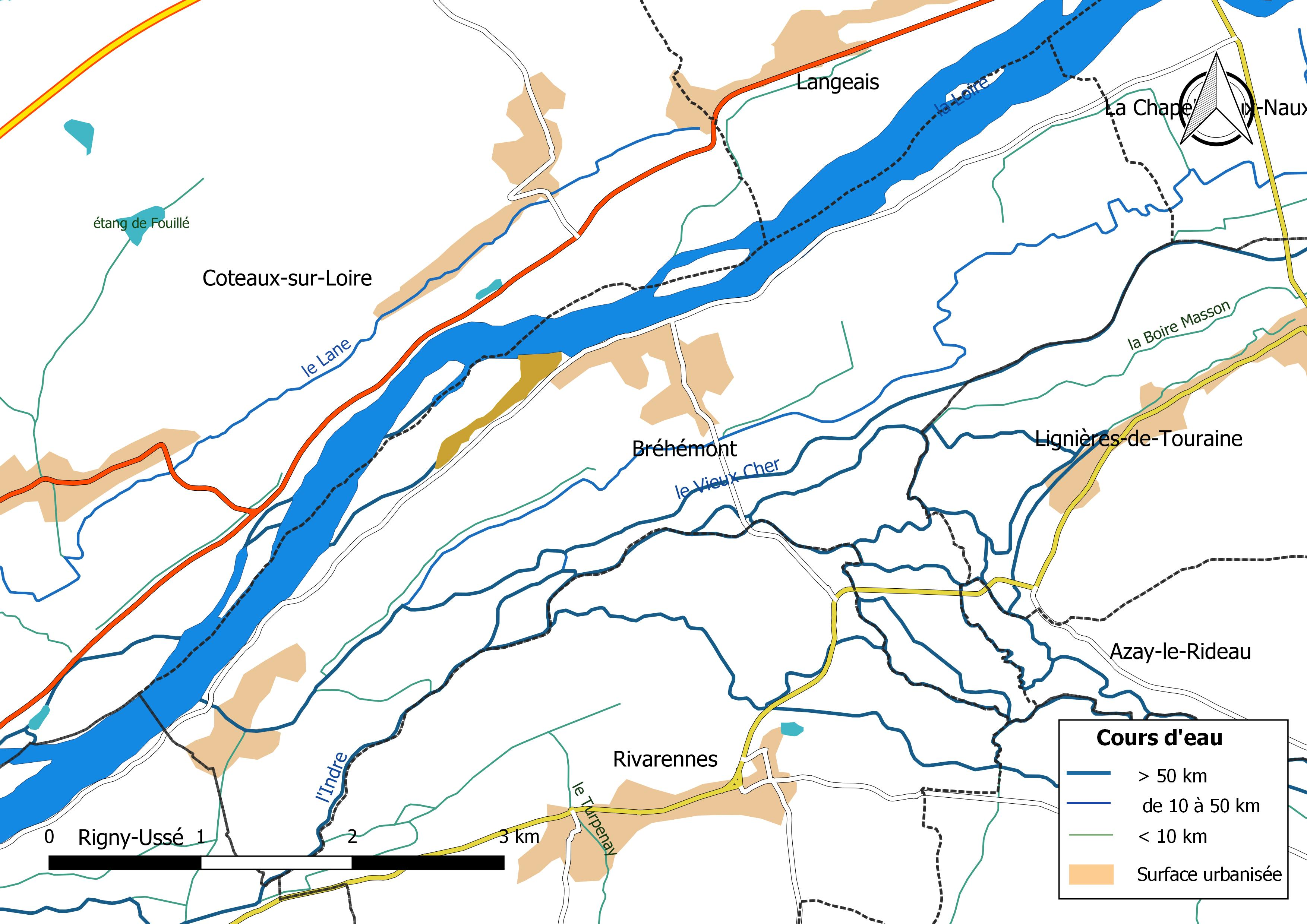
Réseau hydrographique de Bréhémont.

Bréhémont est bordé par la Loire (5,058 km) sur son flanc nord et l'Indre (4,422 km). Le réseau hydrographique communal, d'une longueur totale de 39,54 km, comprend un autre cours d'eau notable, le Vieux Cher (6,812 km), et six petits cours d'eau dont le Turpenay (0,01 km),.
Le cours de la Loire, qui présente plusieurs îlots sur le territoire communal, s’insère dans une large vallée qu’elle a façonnée peu à peu depuis des milliers d’années. Elle traverse d'est en ouest le département d'Indre-et-Loire depuis Mosnes jusqu'à Candes-Saint-Martin, avec un cours large et lent. La Loire présente des fluctuations saisonnières de débit assez marquées. Sur le plan de la prévision des crues, la commune est située dans le tronçon de la Loire tourangelle, qui court entre la sortie de Nazelles-Négron et la confluence de la Vienne, dont la station hydrométrique de référence la plus proche est située à Langeais. Le débit mensuel moyen varie de 142 m3/s au mois d'août  à 753 m3/s au mois de février. Le débit instantané maximal observé sur cette station est de 3 060 m3/s et s'est produit le 10 mai 2001, la hauteur maximale relevée a été de 4,89 m le 24 mars 1988,. La hauteur maximale historique a été atteinte le 27 septembre 1856 avec 6,80 m. 
Sur le plan piscicole, la Loire est classée en deuxième catégorie piscicole. Le groupe biologique dominant est constitué essentiellement de poissons blancs (cyprinidés) et de carnassiers (brochet, sandre et perche).
L'Indre, d'une longueur totale de 279,4 km, prend sa source à une altitude de 453 m sur le territoire de Saint-Priest-la-Marche dans le  département du Cher et se jette  dans la Loire à Avoine, après avoir traversé 58 communes. Les crues de l'Indre sont le plus souvent de type inondation de plaine. Sur le plan de la prévision des crues, la commune est située dans le tronçon de l'Indre tourangelle, dont la station hydrométrique de référence la plus proche est située à  Monts. Le débit mensuel moyen (calculé sur 14 ans pour cette station) varie de 4,51 m3/s au mois de septembre à 34 m3/s au mois de février. Le débit instantané maximal observé sur cette station est de 236 m3/s le 2 juin 2016, la hauteur maximale relevée a été de 5,56 m ce même jour,. Ce cours d'eau est classé dans les listes 1 et 2 au titre de l'article L. 214-17 du code de l'environnement sur le Bassin Loire-Bretagne. Au titre de la liste 1, aucune autorisation ou concession ne peut être accordée pour la construction de nouveaux ouvrages s'ils constituent un obstacle à la continuité écologique et le renouvellement de la concession ou de l'autorisation des ouvrages existants est subordonné à des prescriptions permettant de maintenir le très bon état écologique des eaux. Au titre de la liste 2, tout ouvrage doit être géré, entretenu et équipé selon des règles définies par l'autorité administrative, en concertation avec le propriétaire ou, à défaut, l'exploitant,. 
Sur le plan piscicole, l'Indre est également classée en deuxième catégorie piscicole.
Le Vieux Cher, d'une longueur totale de 24,4 km, prend sa source dans la commune de Druye et se jette en rive gauche de la Loire à l'extrémité sud-ouest du territoire communal, après avoir traversé 8 communes. Sur le plan piscicole, le Vieux Cher est également classé en deuxième catégorie piscicole.
En 2019, la commune est membre de la communauté de communes Touraine Vallée de l'Indre qui est elle-même adhérente au syndicat d'aménagement de la vallée de l'Indre. Créé par arrêté préfectoral du 12 septembre 1985 à la suite des crues historiques de décembre 1982 et janvier 1983, ce syndicat a pour vocation d'une part l'atteinte du bon état écologique des cours d'eau par des actions de restauration de zones humides et des cours d'eau, et d'autre part de participer à la lutte contre les inondations par des opérations de sensibilisation de la population ou de restauration et d'entretien sur le lit mineur, et sur les fossés situés dans le lit majeur de l'Indre appelés localement « boires », et de l'ensemble des cours d'eau du bassin versant de l'Indre.
Trois zones humides ont été répertoriées sur la commune par la direction départementale des territoires (DDT) et le Conseil départemental d'Indre-et-Loire : « Le Vieux Cher », « la vallée de l'Indre : du Moulin du Roi à la Grande Pièce », « la vallée de la Loire de Mosnes à Candes-Saint-Martin »,.

### Climat
Pour des articles plus généraux, voir Climat du Centre-Val de Loire et Climat d'Indre-et-Loire.
En 2010, le climat de la commune est de type climat océanique dégradé des plaines du Centre et du Nord, selon une étude du CNRS s'appuyant sur une série de données couvrant la période 1971-2000. En 2020, Météo-France publie une typologie des climats de la France métropolitaine dans laquelle la commune est dans une zone de transition entre le climat océanique et le climat océanique altéré et est dans la région climatique Moyenne vallée de la Loire, caractérisée par une bonne insolation (1 850 h/an) et un été peu pluvieux.
Pour la période 1971-2000, la température annuelle moyenne est de 11,7 °C, avec une amplitude thermique annuelle de 14,5 °C. Le cumul annuel moyen de précipitations est de 663 mm, avec 11 jours de précipitations en janvier et 6,5 jours en juillet. Pour la période 1991-2020, la température moyenne annuelle observée sur la station météorologique de Météo-France la plus proche, sur la commune de Lignières-de-Touraine à 5 km à vol d'oiseau, est de 11,8 °C et le cumul annuel moyen de précipitations est de 700,0 mm,. Pour l'avenir, les paramètres climatiques de la commune estimés pour 2050 selon différents scénarios d'émission de gaz à effet de serre sont consultables sur un site dédié publié par Météo-France en novembre 2022.

## Histoire

### Toponymie
Bréhémont tient son nom de Bruhemmun[réf. nécessaire].

### Histoire du territoire
Au milieu du XVIIIe siècle, la paroisse de Rivarennes, qui bénéficie d'une partie du plateau de la forêt de Chinon et la paroisse de Bréhémont se disputent un petit commun situé entre leurs deux territoires. En 1752, l'Assemblée de Rivarennes poursuit ainsi Bréhémont en justice et la propriété du commun du Vinet lui est finalement reconnu par le tribunal des Eaux et Forêts. Néanmoins, l'affaire, relancée par un appel de Bréhémont dura plus de vingt ans. En 1793, la municipalité de Bréhémont appartient au canton de Rigny, dans le district de Chinon, puis elle passe dans celui de Azay-le-Rideau (Chinon) en 1801. À l'instauration des départements, après la Révolution française, Bréhémont devient une municipalité d'Indre-et-Loire. Une ordonnance du roi de 1819 décrète la séparation des communes de Lignières et Bréhémont. En 1871, les Prussiens occupent Bréhémont.
En 1815, le relevé des cadastres de la commune montre une concentration des terres entre les mains d'une poignée de familles locales sous les appellations : Clos Péan, Clos des Burons et Vigne Buron, les Brunets, Aireau des Herpins, Aireau des Dubois, Clos Hégron, la Rolandrie, rue Moreau.

### Politique et administration

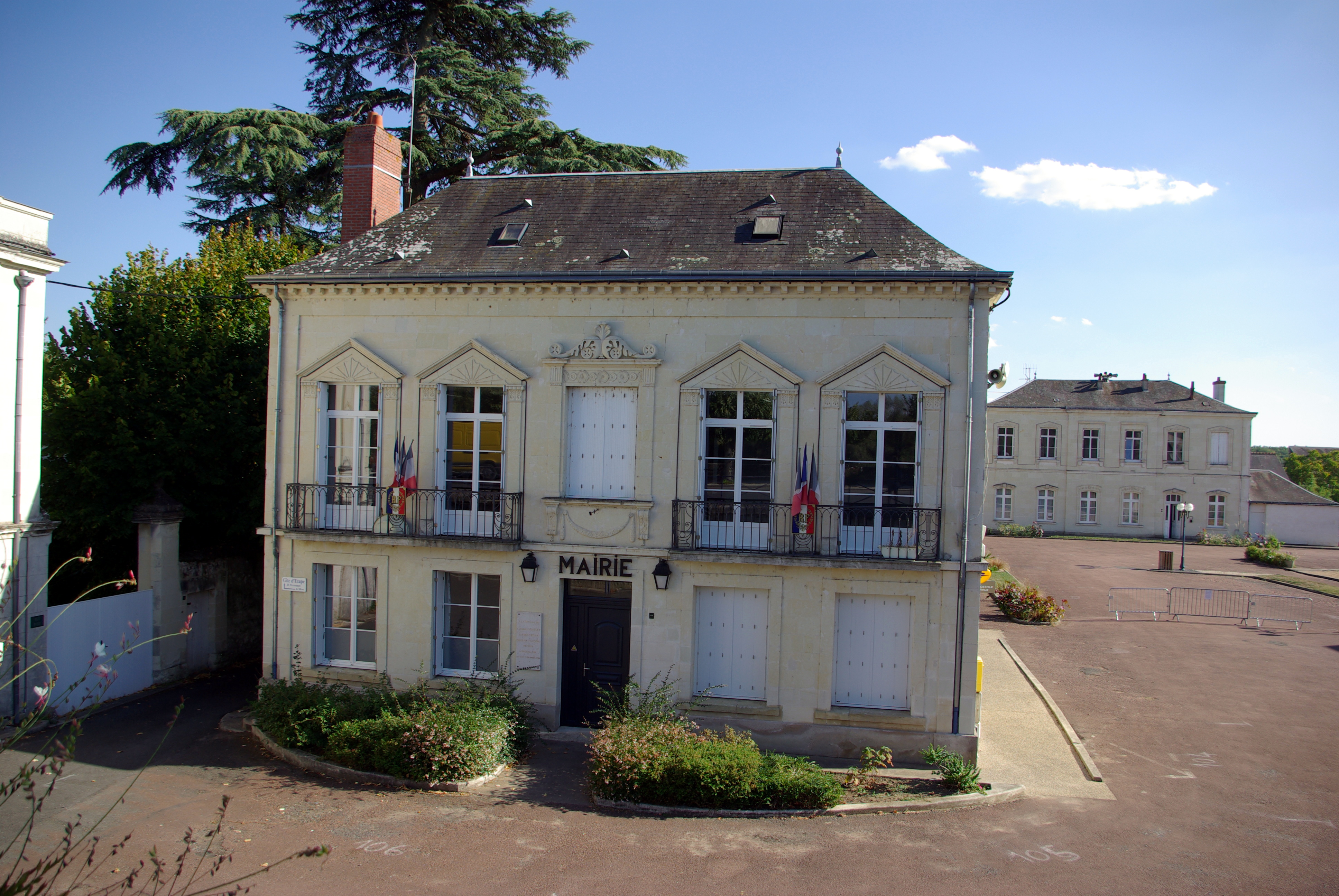
La mairie de Bréhémont

### Les événements de crues
Le val endigué de Bréhémont correspond à un tronçon de Loire moyenne où les risques d'inondation sont importants. Le Cher confluait avec la Loire au lieu-dit Rupuanne, à Bréhémont, fut enfermé à son extrémité et barré à Villandry à la fin du XVIIIe siècle pour protéger les habitants des crues d'eau.

## Population et société

### Démographie
L'évolution du nombre d'habitants est connue à travers les recensements de la population effectués dans la commune depuis 1793. Pour les communes de moins de 10 000 habitants, une enquête de recensement portant sur toute la population est réalisée tous les cinq ans, les populations de référence des années intermédiaires étant quant à elles estimées par interpolation ou extrapolation. Pour la commune, le premier recensement exhaustif entrant dans le cadre du nouveau dispositif a été réalisé en 2004.

En 2022, la commune comptait 728 habitants, en évolution de −5,82 % par rapport à 2016 (Indre-et-Loire : +1,67 %, France hors Mayotte : +2,11 %).
| 1793  | 1800  | 1806  | 1821  | 1831  | 1836  | 1841  | 1846  | 1851  |
| ----- | ----- | ----- | ----- | ----- | ----- | ----- | ----- | ----- |
| 1 158 | 1 160 | 1 311 | 1 413 | 1 583 | 1 670 | 1 706 | 1 730 | 1 664 |

| 1856  | 1861  | 1866  | 1872  | 1876  | 1881  | 1886  | 1891  | 1896  |
| ----- | ----- | ----- | ----- | ----- | ----- | ----- | ----- | ----- |
| 1 594 | 1 677 | 1 709 | 1 686 | 1 625 | 1 543 | 1 563 | 1 414 | 1 259 |

| 1901  | 1906  | 1911  | 1921 | 1926 | 1931 | 1936 | 1946 | 1954 |
| ----- | ----- | ----- | ---- | ---- | ---- | ---- | ---- | ---- |
| 1 207 | 1 187 | 1 073 | 875  | 890  | 824  | 768  | 744  | 787  |

| 1962 | 1968 | 1975 | 1982 | 1990 | 1999 | 2004 | 2006 | 2009 |
| ---- | ---- | ---- | ---- | ---- | ---- | ---- | ---- | ---- |
| 767  | 771  | 672  | 678  | 685  | 716  | 802  | 817  | 797  |

| 2014 | 2019 | 2022 | - | - | - | - | - | - |
| ---- | ---- | ---- | - | - | - | - | - | - |
| 779  | 750  | 728  | - | - | - | - | - | - |

## Économie

### Agriculture

#### Culture du chanvre
Les habitants de Bréhémont ont développé un savoir-faire autour de la culture du chanvre que permettait la fertilité du sol. Cette économie locale s'inscrit dans une tradition plurimillénaire de domestication du chanvre. Ils cultivaient l'une des variétés non psychotrope du chanvre afin d'exploiter les fibres, les chènevottes, ainsi que les graines. Tandis que les fibres étaient utilisées pour la fabrication des textiles et du papier, la partie ligneuse servait pour les panneaux de particules, les litières animales et les isolants. Les graines appelées chènevis étaient utilisées pour la fabrication d'huile siccative mais pouvaient tout aussi bien servir de nourriture aux oiseaux ou pour la pêche sur les bords de Loire. L'économie du chanvre a décliné en France au cours du XXe siècle face à la concurrence de fibres issues de plantes exotiques ou synthétiques. Si les fours à chanvre qui subsistent témoignent de cette économie disparue, les savoirs, le vocabulaire spécialisé, les techniques et les histoires liées à la culture du chanvre (transmis oralement) demeurent aujourd'hui menacé de disparition en l'absence de patrimonialisation.
- Préparation du sol et semaille : Après avoir préparé le sol (bêchage et ratelage), les cultivateurs réalisaient les semis ou semailles, le plus souvent au printemps ou au cours de l'été selon les conditions (entre avril et juillet). Les graines étaient semées à la volée ou en ligne. Dans de bonnes conditions climatiques, chaudes et humides, le chanvre levait rapidement (en moyenne entre 3 jours et 2 semaines).
- Techniques de récolte : Durant la récolte, autour de septembre (par exemple si la semaille a été faite en mai), les cultivateurs procèdent à l'efumelage : les brins mâles sont d'abord arrachés puis les brins femelles, les seconds parvenant à maturité plus tardivement. Pendant longtemps, et avant l'apparition des machines à faucher, ce travail était effectué exclusivement à la main, parfois à plusieurs pour un arracher un brin.
- Savoir-faire autour du chanvre

#### Vergers
Les cadastres napoléoniens montrent l'existence de nombreux poiriers. La poire fait partie du terroir, en particulier la spécialité culinaire de la "poire tapée" de la localité voisine Rivarennes.

### Services publics
La commune dispose d'une école maternelle, d'une école élémentaire, d'un bureau de poste et d'une bibliothèque.
Bréhémont se situe dans l'Académie d'Orléans-Tours (Zone B) et dans la circonscription de Langeais.

## Urbanisme

### Typologie
Au 1er janvier 2024, Bréhémont est catégorisée commune rurale à habitat dispersé, selon la nouvelle grille communale de densité à sept niveaux définie par l'Insee en 2022.
Elle est située hors unité urbaine. Par ailleurs la commune fait partie de l'aire d'attraction de Tours, dont elle est une commune de la couronne,. Cette aire, qui regroupe 162 communes, est catégorisée dans les aires de 200 000 à moins de 700 000 habitants,.

### Occupation des sols
L'occupation des sols de la commune, telle qu'elle ressort de la base de données européenne d’occupation biophysique des sols Corine Land Cover (CLC), est marquée par l'importance des territoires agricoles (57,3 % en 2018), en diminution par rapport à 1990 (68,1 %). La répartition détaillée en 2018 est la suivante : 
forêts (27,2 %), zones agricoles hétérogènes (24,8 %), terres arables (21,7 %), prairies (10,8 %), eaux continentales (9,7 %), zones urbanisées (5 %), milieux à végétation arbustive et/ou herbacée (0,6 %), espaces ouverts, sans ou avec peu de végétation (0,2 %). L'évolution de l’occupation des sols de la commune et de ses infrastructures peut être observée sur les différentes représentations cartographiques du territoire : la carte de Cassini (XVIIIe siècle), la carte d'état-major (1820-1866) et les cartes ou photos aériennes de l'IGN pour la période actuelle (1950 à aujourd'hui).

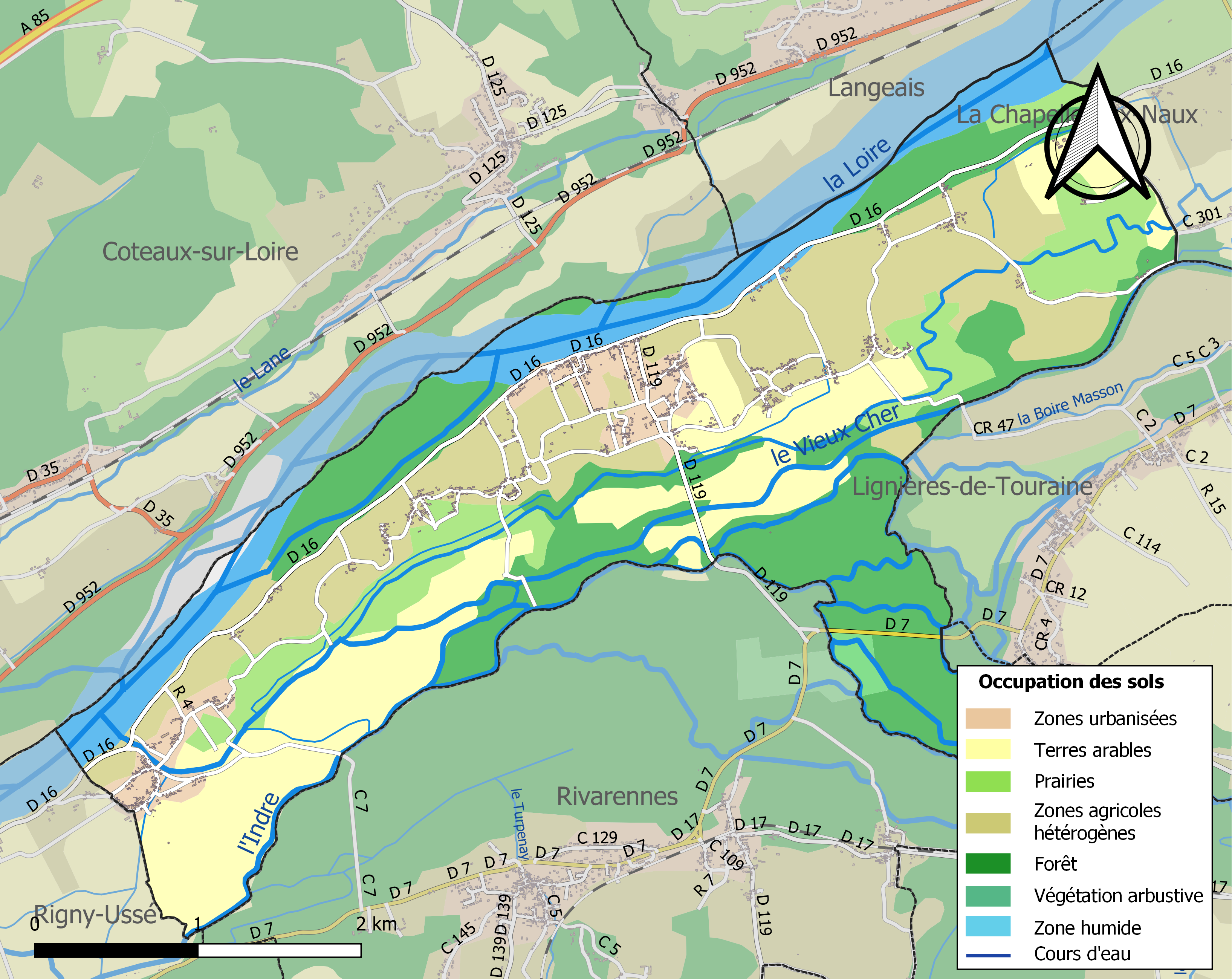
Carte des infrastructures et de l'occupation des sols de la commune en 2018 (CLC).

### Risques majeurs
Le territoire de la commune de Bréhémont est vulnérable à différents aléas naturels : météorologiques (tempête, orage, neige, grand froid, canicule ou sécheresse), inondations, feux de forêts et séisme (sismicité faible). Il est également exposé à un risque technologique, le risque nucléaire.

#### Risques naturels
Certaines parties du territoire communal sont susceptibles d’être affectées par le risque d’inondation par débordement de cours d'eau, notamment le Vieux Cher, la Loire, l'Indre et La commune a été reconnue en état de catastrophe naturelle au titre des dommages causés par les inondations et coulées de boue survenues en 1982, 1983, 1999 et 2016,.
Pour anticiper une remontée des risques de feux de forêt et de végétation vers le nord de la France en lien avec le dérèglement climatique, les services de l’État en région Centre-Val de Loire (DREAL, DRAAF, DDT) avec les SDIS ont réalisé en 2021 un atlas régional du risque de feux de forêt, permettant d’améliorer la connaissance sur les massifs les plus exposés. La commune, étant pour partie dans le massif de Chinon, est classée au niveau de risque 1, sur une échelle qui en comporte quatre (1 étant le niveau maximal).

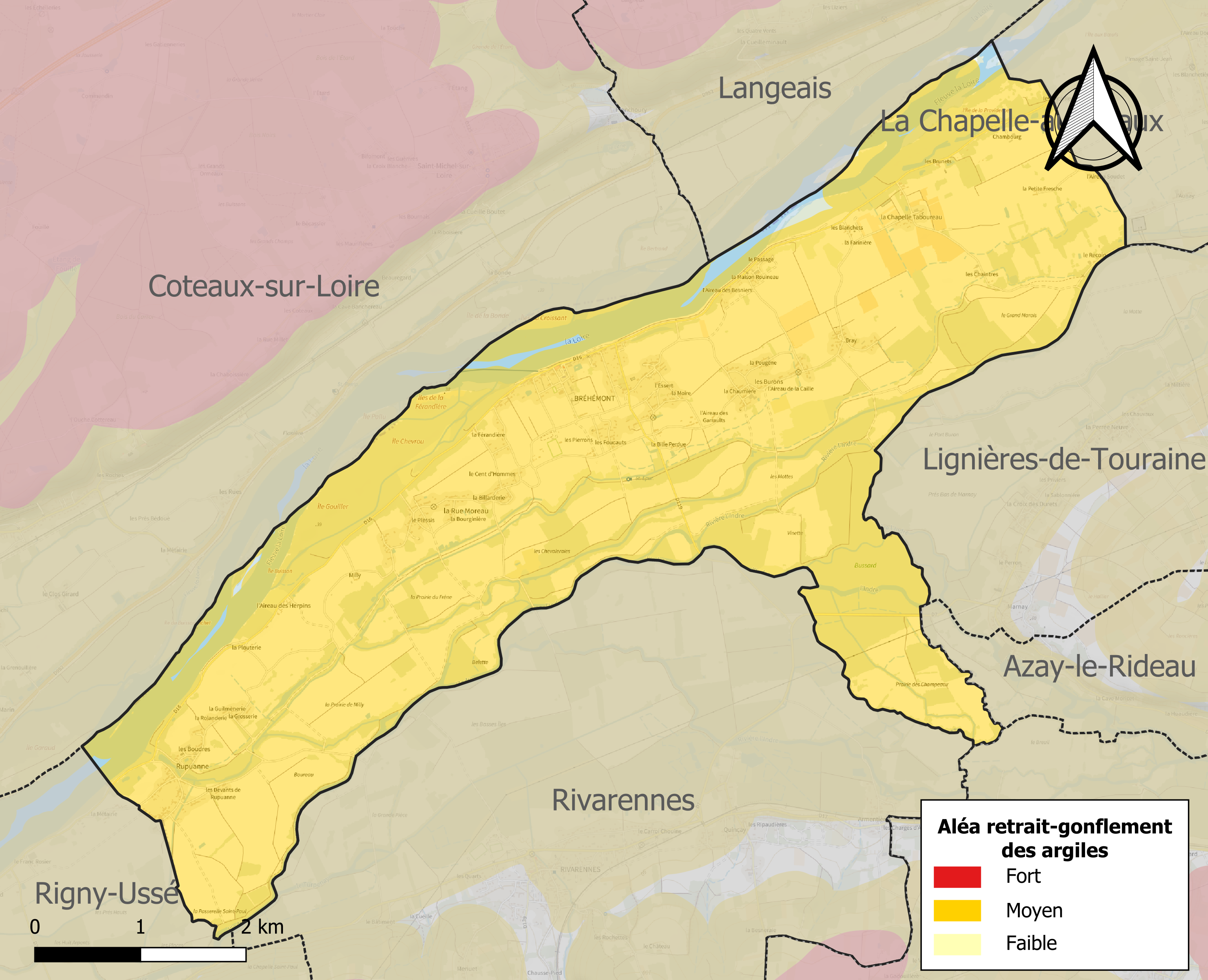
Carte des zones d'aléa retrait-gonflement des sols argileux de Bréhémont.

Le retrait-gonflement des sols argileux est susceptible d'engendrer des dommages importants aux bâtiments en cas d’alternance de périodes de sécheresse et de pluie. 98,7 % de la superficie communale est en aléa moyen ou fort (90,2 % au niveau départemental et 48,5 % au niveau national). Sur les 457 bâtiments dénombrés sur la commune en 2019, 457 sont en aléa moyen ou fort, soit 100 %, à comparer aux 91 % au niveau départemental et 54 % au niveau national. Une cartographie de l'exposition du territoire national au retrait gonflement des sols argileux est disponible sur le site du BRGM,.
Concernant les mouvements de terrains, la commune a été reconnue en état de catastrophe naturelle au titre des dommages causés par la sécheresse en 2017 et par des mouvements de terrain en 1999.

#### Risques technologiques
Bréhémont est situé dans un périmètre immédiat de 5 km autour de la centrale nucléaire de Chinon, ce qui l'expose au risque nucléaire. À ce titre les habitants de la commune ont bénéficié, à titre préventif, d'une distribution de comprimés d’iode stable dont l’ingestion avant rejet radioactif permet de pallier les effets sur la thyroïde d’une exposition à de l’iode radioactif. En cas d'incident ou d'accident nucléaire, des consignes de confinement ou d'évacuation peuvent être données et les habitants peuvent être amenés à ingérer, sur ordre du préfet, les comprimés en leur possession.

## Culture
La politique de développement local à Bréhémont s'appuie désormais sur la valorisation du caractère inondable de la commune, le cyclotourisme dans le cadre de la véloroute de la Loire à vélo, et la batellerie du Val de Loire qui font l'objet d'actions patrimoniales spécifiques.

### Lieux et monuments

#### Église Sainte-Marie-Madeleine
L'église Sainte-Marie-Madeleine de Bréhémont fut construite en 1843 dans le style néogothique selon les plans de l'architecte Phidias Vestier (l'ancienne église fut démolie). Elle présente la particularité d'être occidentée, c'est-à-dire qu'elle est tournée vers l'Ouest, vraisemblablement à cause des risques d'inondation car elle est située au bord du fleuve (une histoire populaire veut que les financeurs de l'édifice religieux aient voulu cette orientation).

#### Bâtisses anciennes
Le manoir du Bray fut édifié au XVIe siècle. Le manoir de Milly, entouré de douves, fut bâti au XVe siècle puis remanié aux XVIIIe et XIXe siècles.

#### Paysage portuaire
Le port, reconstruit jusqu'en 1869 grâce au financement du département, et la grève de Bréhémont sont parmi les derniers en activité sur la Loire.
Des bateaux à fond plat (toues cabanées et gabares) amarrés dans le port de Bréhémont composent le paysage de ce tronçon de Loire. Les bateaux cabanes sont utilisés pour la pêche au filet barrage afin de capturer les poissons migrateurs : saumons et aloses.

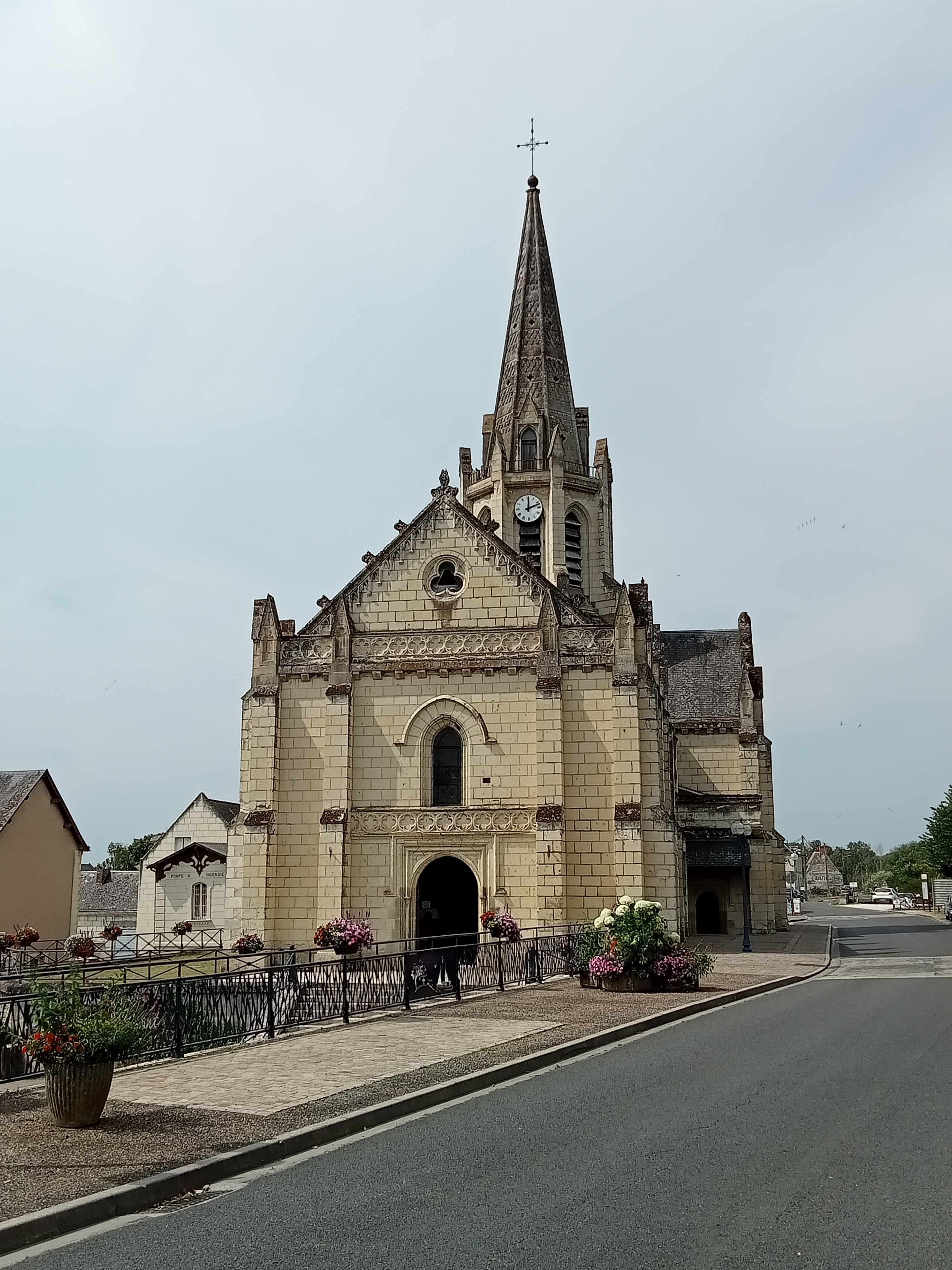
L'église Sainte-Marie-Madeleine.
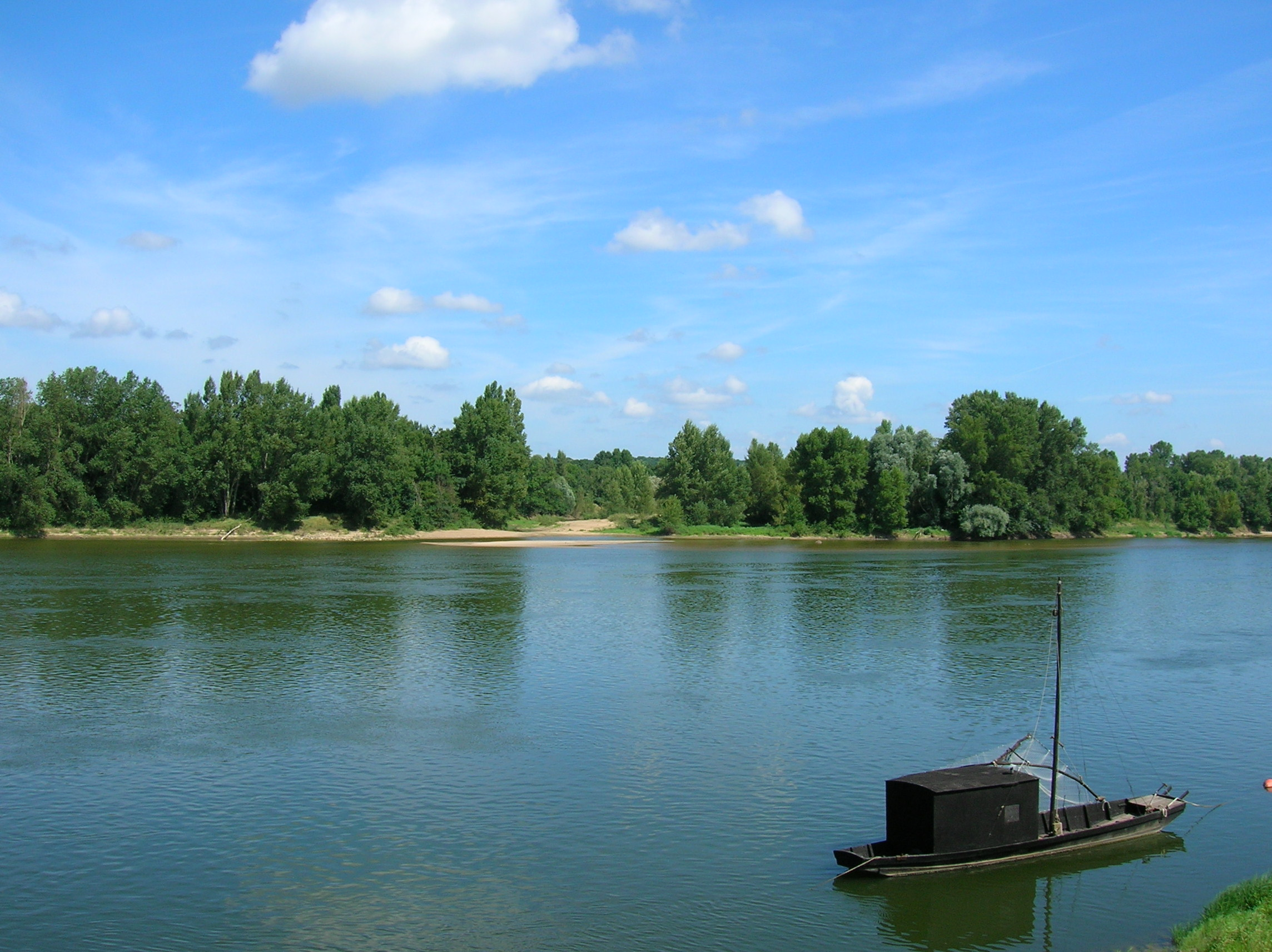
Chaland de Loire sur le port de grève.
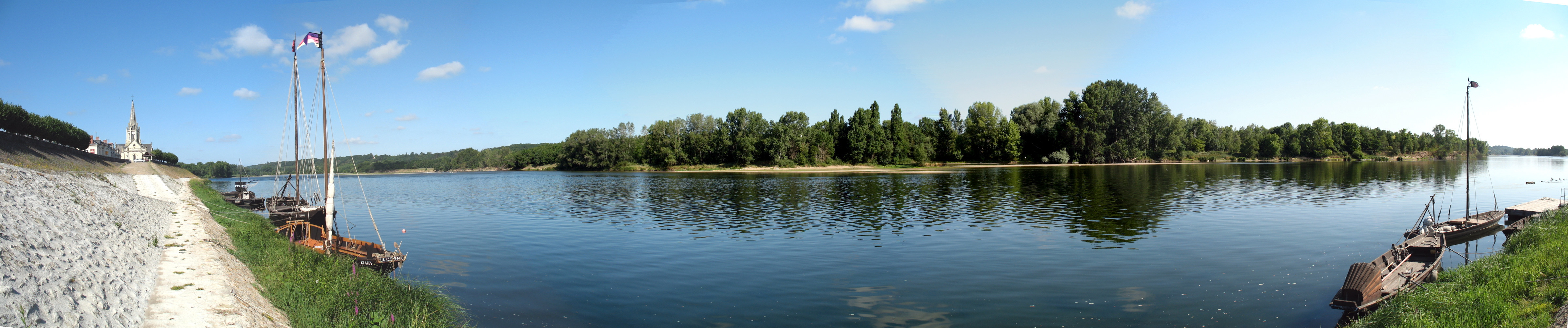
Panoramique du port.

### Bréhémont dans la culture populaire
Dans son œuvre Le Lys dans la vallée (1836), Honoré de Balzac, qui est originaire de Touraine, décrit Bréhémont. Plusieurs images du film documentaire Les Saisons, réalisé par Jacques Perrin (2015), ont été tournées au port de Bréhémont.

## Personnalités liées à la commune
- Céleste Toulmé (Hardouin) (1832-1904), née à Bréhémont, institutrice, fondatrice d'école et militante pour l'instruction laïque des femmes
- Me François Herpin[Qui ?] (1701-1860), huissier royal, procureur et notaire à la justice d'Ussé
- Me François Herpin[Qui ?], procureur et huissier royal à Langeais
- Me Pierre-Louis Herpin[Qui ?], huissier audiencier au bailliage de Tours, premier brigadier de la gendarmerie et maréchaussée de France à Tours
- Me Charles Herpin[Qui ?] (1733-1825), notaire royal et procureur fiscal de Bray puis administrateur du département d’Indre-et-Loire
- Albert Quantin (1850-1933), fondateur de la maison d'édition Maison Quantin
- Phidias Vestier (1796-1874), architecte français